# پایگاه آب‌نشین شهرستان گرند مارایس/کوک کاونتی
پایگاه آب‌نشین شهرستان گرند مارایس/کوک کاونتی (به انگلیسی: Grand Marais/Cook County Seaplane Base) یک فرودگاه همگانی بهره‌برداری هوایی است که یک باند فرود آب دارد و طول باند آن ۴۵۷۲ متر است. این فرودگاه در کشور ایالات متحده آمریکا قرار دارد و در ارتفاع ۴۹۸ متری از سطح دریا واقع شده‌است.